# Partur
Partur es una ciudad y  municipio situada en el distrito de Jalna en el estado de Maharashtra (India). Su población es de 35883 habitantes (2011). 

## Demografía
Según el censo de 2011 la población de Partur era de 35883 habitantes, de los cuales 18401 eran hombres y 17482 eran mujeres. Partur tiene una tasa media de alfabetización del 79,52%, inferior a la media estatal del 82,34%: la alfabetización masculina es del 86,03%, y la alfabetización femenina del 72,72%.